# 聖母の生涯の三連祭壇画 (ボウツ)
『聖母の生涯の三連祭壇画』（せいぼのしょうがいのさんれんさいだんが、西: Tríptico de la vida de la Virgen、英: Triptych of the Virgin's Life）は、初期フランドル派の画家ディルク・ボウツが1445年頃、板上に油彩で描いた絵画である。画家の現存する最初期の作品であると考えられている。元来、スペイン・ハプスブルク家の王フェリペ2世に所有され、1584年にエル・エスコリアル修道院に収められた。現在は、マドリードのプラド美術館に所蔵されている。

## 作品
この三連祭壇画は、聖母マリアの生涯から採られた4つの場面から成り立っており、聖母の償還における役割を強調したものとなっている。4つの場面は、左から「受胎告知」、「エリザベト訪問」、「キリストの降誕」、そして「東方三博士の礼拝」である。 彫刻の施された柱を含む建築的構図は、ロヒール・ファン・デル・ウェイデンの『ミラフロレスの祭壇画』(ベルリン絵画館) に由来している。一方、背景と人物の描写にはボウツ独自の厳粛な表現が用いられ、作品全体に静けさが満ちている。また、風景と空間に配慮した手法は、後のフランドル派風景画の先駆けといえる。
本作を含むボウツの初期の作品は、疑いもなくヤン・ファン・エイクの大きな影響を受けている。それは、「受胎告知」に描かれている大天使ガブリエルの髪の毛や衣服といった物質を描き分ける点に見られる。統一する要素としての光の使用、とりわけ異なる場面を金色の大気で満たす点もまた、ファン・エイクに依拠している。
左端の場面「受胎告知」では、聖母マリアの着衣が作品手前のポーチまではみ出ていることと、作品の外枠のアーチが画面奥の丸天井に繋がっていることが興味を引く。なお、外枠のアーチには、『旧約聖書』のイヴの創造からアベルの死までの物語が表現され、原罪を犯したイヴに対して、マリアはそれを贖う新たな「贖罪のイヴ」であることを象徴している。
中央パネルに描かれている2つの場面は、「エリザベト訪問」と「キリストの降誕」である。いずれも美しく、奥行きのある背景が描かれ、外枠のアーチはイエス・キリストの受難を表している。右端の場面は「東方三博士の礼拝」で、ここでも作品手前にはみ出た帽子が見られる。外枠のアーチには、キリスト復活後の物語が描かれ、キリスト教の全世界的波及を暗示している。「キリストの降誕」と「東方三博士の礼拝」の舞台が同じであるところに、聖書の記述を忠実に再現する配慮が見られる。
本作は、ペトルス・クリストゥスの『キリストの降誕 (クリストゥス) 』 (ワシントン・ナショナル・ギャラリー)  と非常に関連性のある作品であるため、かつてはクリストゥスに帰属されていた。エルヴィン・パノフスキーは、この強い関連性は若いディルク・ボウツが画業の初期にクリストゥスに傾倒していた証拠であると見なした。

## 関連作品

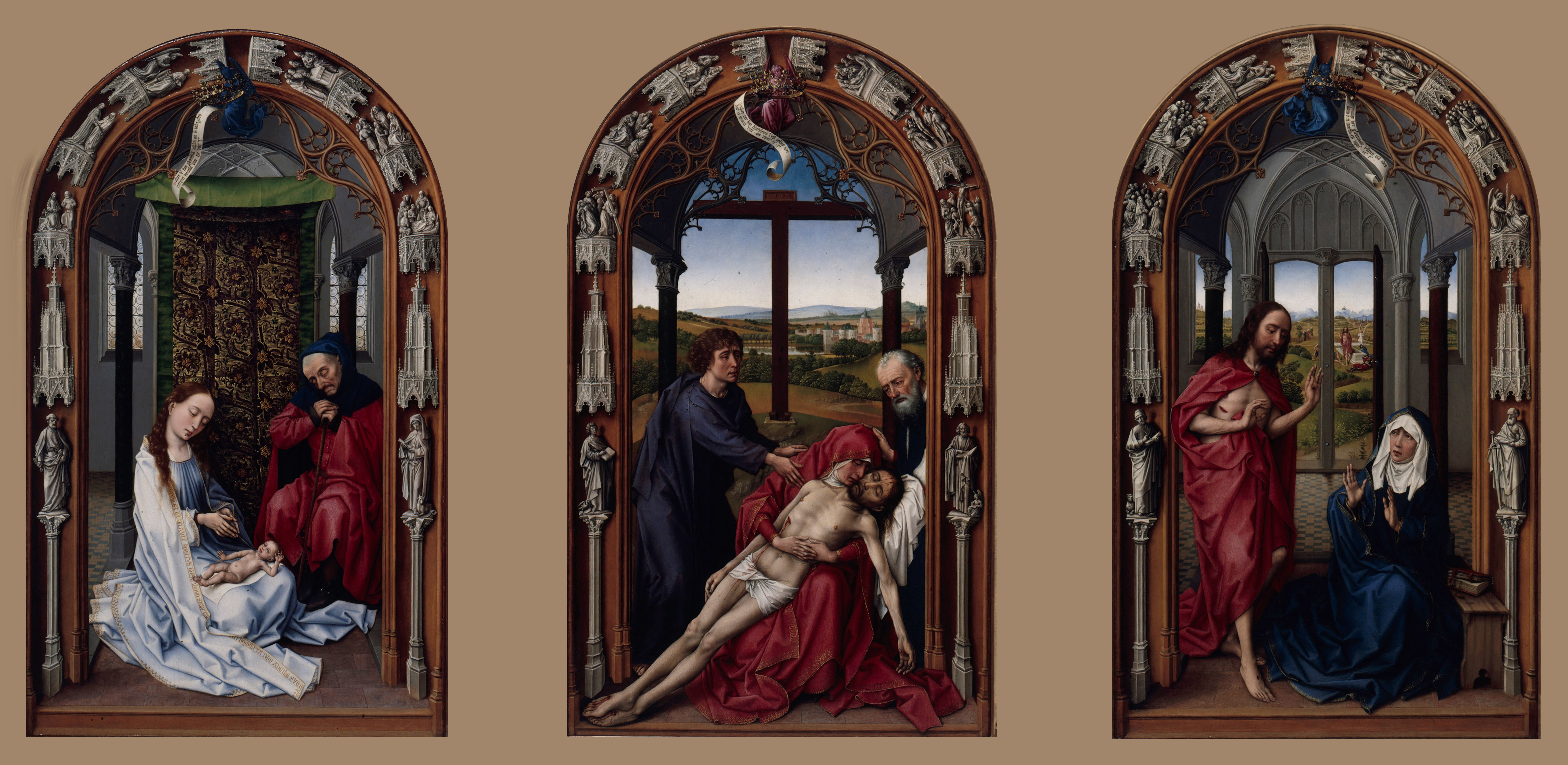
ロヒール・ファン・デル・ウェイデン『ミラフロレスの祭壇画』、板上に油彩、38.7 × 30.3 cm、 絵画館 (ベルリン)
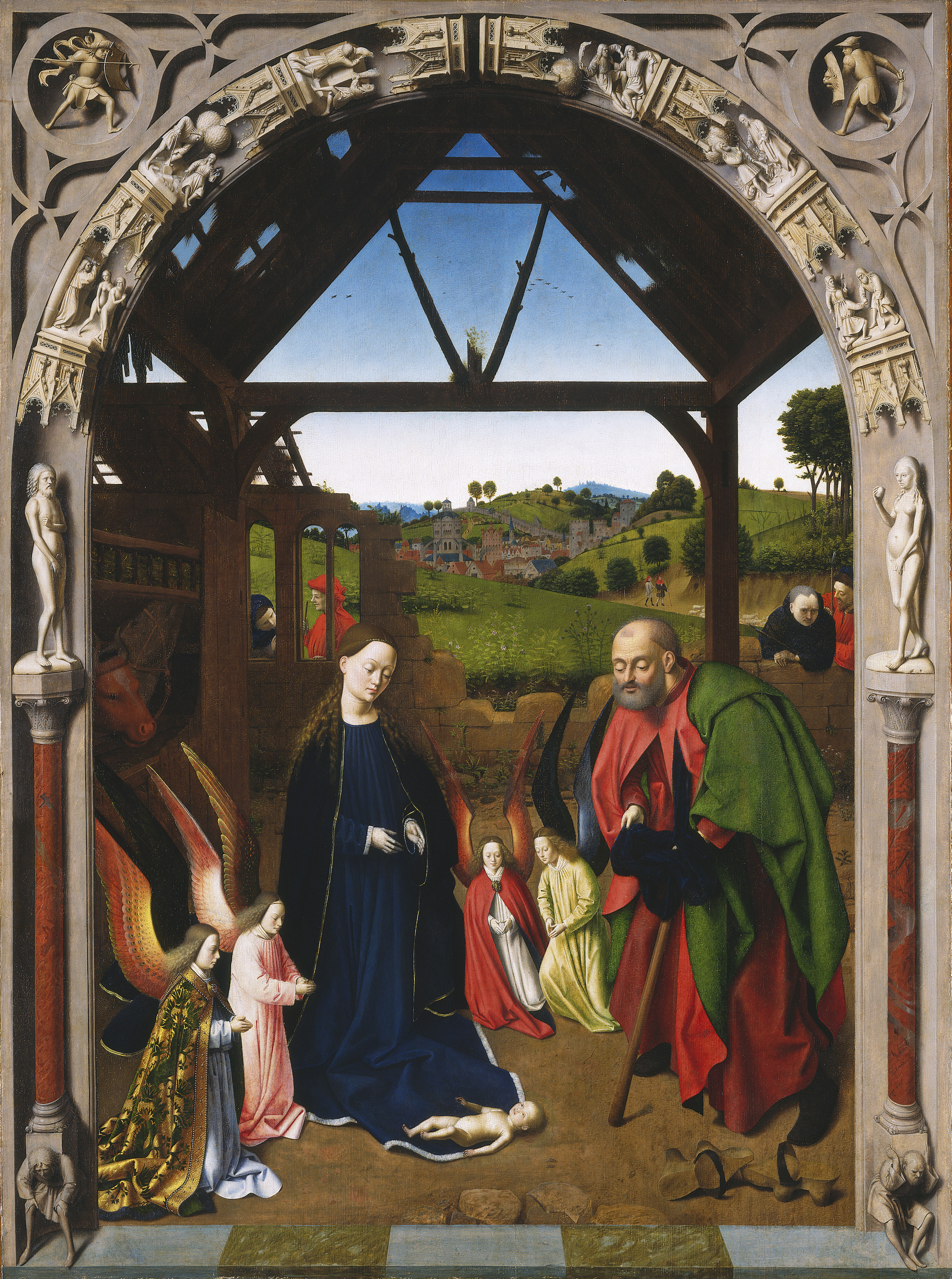
ペトルス・クリストゥス『キリストの降誕 (クリストゥス) （英語版）、板上に油彩、 127.6 x 94.9cm、ナショナル・ギャラリー (ワシントン)